# 진저롤
진저롤 또는 [6]-진저롤([6]-gingerol)은 신선한 생강에서 볼 수 있는 페놀 피토케미컬 화합물로서, 혀의 매운맛 수용기를 활성화시킨다. 분자적으로 진저롤은 알칼로이드계 화합물들인 캡사이신과 피페린의 친척 관계이지만 생물체에 작용하는 경로는 서로 연결되어 있지 않다. 생강 뿌리줄기의 맵고 노란 기름으로 보통 볼 수 있지만 저용해 결정형 고체를 형성할 수도 있다. 이 화합물은 생강과에 속하는 모든 개체에서 발견되며 멜레게타와 아프리카생강종들에 고농축되어 있다.
생강은 또한 [8]-gingerol, [10]-gingerol,  [12]-gingerol도 포함하며 이들을 통틀어 "진저롤"로 간주된다.

## 생합성

제안된 진저롤 생합성